# حديقة النباتات العمانية
حديقة النباتات والأشجار العمانية؛ مشروع عالمي المستوى، يتبع وزارة التراث والسياحة في سلطنة عمان، يهدف للاحتفاء بالنباتات والمناظر الطبيعية والتقاليد الثقافية الفريدة في عمان. وتعد الحديقة الاولى من نوعها في السلطنة. وتختلف عن بقية الحدائق النباتية في السلطنة كونها تهتم بزراعة النباتات المحلية فقط وفي بيئات مماثلة للطبيعة التي تنشأ بها، وتتفرد باحتوائها على أكبر مجمع للنباتات في منطقة الشرق الاوسط.

## إنشاء الحديقة
أنشئت وفق المرسوم السلطاني رقم (25 / 2023) بتعديل بعض أحكام المرسوم السلطاني رقم (6/ 2006) بشأن حديقة النباتات والأشجار العُمانية

## موقعها
تقع في منطقة الخوض بولاية السيب التابعة لديوان البلاط السلطاني، بين جبال ووديان منطقة (الخوض البلاد) المشهورة بالنخيل والأشجار الكثيرة والمتنوعة وبمياه الافلاج العذبة والمعروفة بسدها للمياه الجوفية الارتوازية

## أهميتها
يتم في حديقة النباتات العمانية، مايلي:
- زراعة معظم المحاصيل الحقلية التقليدية التي تتم زراعتها
- في الواحات الزراعية في مناطق السلطنة.
- توفير قاعدة بيانات مهمة وغنية بأسماء النباتات وأماكن تواجدها وطرق إكثارها.
- إجراء البحوث المتعلقة بالحفاظ على هذه النباتات
- توثيق البيانات المتعلقة باستخدام هذه النباتات في المجالات المختلفة للحياة اليومية
- زراعة أكثر من (1407) نوعًا من النباتات المحلية التي ستتم زراعتها في بيئات محاكيه لأماكن تواجدها في الطبيعة العمانية بمختلف محافظات السلطنة[5]

## مميزاتها
تتميز الحديقة بأنها:
- أكبر حديقة نبتات في الوطن العربي
- ضمن أكبر حدائق النباتات في العالم
- تشمل قاعدة بيانات عن النباتات العمانية في سلطنةعمان[6]

## وصلات خارجية
- اكتشاف 10 أنواع جديدة من النباتات العمانية
- حديقة النباتات العمانية.. مشروع علمي رائد في الشرق الأوسط
- حديقة النباتات الحكومية تخختم مشاركتها في اكسبو